# Pakuk
Pakuk is een bestuurslaag in het regentschap Aceh Besar van de provincie Atjeh, Indonesië. Pakuk telt 207 inwoners (volkstelling 2010).